# Coenotephria albicoma
Coenotephria albicoma là một loài bướm đêm trong họ Geometridae.